# Pavillon des Bois (Nièvre)
 (juillet 2025).
Le Pavillon des bois est un rendez-vous de chasse situé sur la commune de La Machine à quelques kilomètres de Nevers dans le département de la Nièvre. Il est situé dans les bois du Pavillon, en bordure de la forêt domaniale des Minimes.
Il se présente comme un ensemble de quatre bâtiments dont la destination est celle d'un pavillon de chasse aujourd'hui lieu de résidence.

## Historique
Le domaine est situé dans la seigneurie (puis baronnie, puis comté) de Druy, relevant directement des évêques de Nevers.

Armes de la Famille de Broglie.

 En 1787, le comté de Druy est acheté par Auguste de Broglie, prince de Revel (1762-1795), fils ainé du 2e duc de Broglie.
Une partie importante de cette terre, et le château, furent confisqués et vendus pendant la Révolution. Lorsqu'on répartit le milliard des émigrés, les héritiers du Prince de Revel reçurent 333.000 livres « pour tout ce qui vient de Nevers » : Il ne restait en 1819 que 22 pièces de bois contenant 741 hectares estimés alors 180,000 francs. Diverses acquisitions furent effectuées alors.

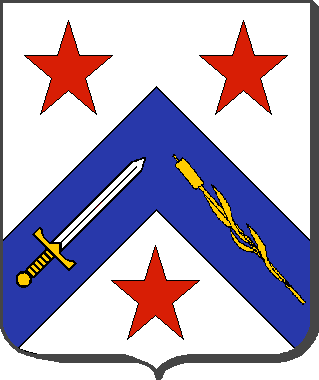
Armes de la Famille de Pange.

 Pour sortir de l'indivision, le Prince Octave et sa sœur la Baronne Nicolaï, enfants du Prince de Revel, vendirent le 19 novembre 1836, toute la terre, près de 1 100 hectares (dont les fermes de Faye et des Pierres), à Jean-Louis Poiré et à René Jean-Baptiste Grasset, son gendre, tous 2 issus de familles importantes de Dijon. Le domaine passe ensuite à la famille de Pange, Amélie Grasset épousant Jean, 6e marquis de Pange.
La construction du Pavillon des Bois a vraisemblablement été engagée sous les Broglie ou les Grasset, et à l'usage de la chasse dans la forêt environnante.
Il est dit avoir été construit à la place de la maison de garde dite "Machine-Haut-Debout", sur la commune de la Machine.
René Bazin y séjourne durant l'écriture de son roman "le blé qui lève". Il se renseigne alors sur les syndicats de bûcherons nivernais et sur leurs mœurs pour documenter son ouvrage.
Passé dans les mains de différentes familles (Broglie, Poiré, Grasset, Pange et Wittouck), le Pavillon des Bois devient propriété de la société Schneider et Cie lors de l'achat par cette dernière, en 1869, des Houillères de la Machine.
Il devient propriété des Charbonnages de France le 14 mai 1946 lors de la nationalisation des Houillères de la Machine.
Le pavillon des Bois est aujourd'hui une propriété privée.

## Descriptif
Il se présente comme un ensemble de quatre bâtiments dont la destination est celle d'un pavillon de chasse à courre dans les bois environnants appelés "Bois du Pavillon".
À des fins de résidence, le bâtiment principal, initialement en rez-de-chaussée, a été surélevé d'un étage pour accueillir des chambres.
On retrouve aujourd'hui l'ensemble des aménagements nécessaires au déroulé d'une chasse à courre :
- Pavillon principal de réception
- Maison de gardien avec remise à calèche et forge nécessaire à l'entretien des chevaux.
- Maison secondaire avec four à pain
- Glacière
- Étang créé pour assurer la collecte de glace pour la glacière
- Chenil
- Allées cavalières disposées en étoile et partant du rendez-vous de chasse

## Propriétaires
- Famille Poiré, vraisemblablement établie à Dijon, dont Jean Louis François Poiré (? - 1839).
- Sa fille ainée Eugénie épouse en 1836 Aimé Jean Baptiste Ernest Grasset (1799-1875), Conseiller, président puis président honoraire à la cour d'appel royale de Dijon.
- Leur fille Amélie Grasset apporte en dot le domaine lors de son mariage en 1872 à Jean, 6e marquis de Pange (1844-1931), attaché militaire à l'Ambassade de France à Vienne en Autriche.
- Jacques Maxime Wittouck (1882- 1987), administrateur des Sucreries de Pontelego (Roumanie) (1910-1948) et de la Fabrique de soie artificielle de Tubize, copropriétaire du théâtre Daunou avec Jane Renouardt.

Armes de la Famille Wittouck.

- La compagnie Schneider, société exploitante des Houillères de Decize, acquiert le domaine en 1924.
- Il devient lors de la nationalisation de 1946 propriété des Houillères de Blanzy, elles-mêmes intégrées aux Charbonnages de France.
- Propriété privée